# Stop and Smell the Roses
Stop and Smell the Roses es el octavo álbum de estudio del músico británico Ringo Starr, publicado por la compañía discográfica RCA Records en noviembre de 1981.
Tras los fracasos comerciales de Ringo the 4th y Bad Boy, Ringo tardó tres años en volver a entrar en un estudio de grabación, centrando su carrera en la actividad cinematográfica. Con la participación de amigos y celebridades musicales como Paul McCartney, George Harrison, Stephen Stills, Ron Wood y Harry Nilsson, entre otros, Ringo completó un álbum, titulado You Can't Fight Lightning, que fue rechazado por Portrait Records. 
Bajo el nombre de Stop and Smell the Roses, el álbum fue finalmente publicado por RCA Records y se convirtió en el mayor éxito de Ringo desde la publicación en 1974 de Goodnight Vienna, a pesar de que solo alcanzó el puesto 98 de la lista estadounidense Billboard 200, mejorando las ventas de su etapa en Polydor Records. Sin embargo, la ligera mejoría con respecto a sus anteriores trabajos no fue suficiente para consolidar su carrera y RCA Records rescindió su contrato a mediados de 1982.

## Historia
Tras el fracaso comercial de Bad Boy, Ringo decidió dejar momentáneamente de lado su carrera musical para centrarse en su faceta cinematográfica. En 1979 protagonizó película El cavernícola y conoció durante el rodaje a Barbara Bach, con quien contrajo matrimonio un año después. A comienzos de 1980, Ringo contactó con Paul McCartney para entrar en el estudio de grabación. Tras la publicación del álbum McCartney II y la inminente disolución del grupo Wings, McCartney y Starr viajaron el 11 de julio a los Super Bear Studios de Bear-Les-Alpes, cerca de la ciudad de Niza, Francia, para grabar tres canciones: «Private Property» y «Attention», ambas compuestas por McCartney, y una versión de «Sure To Fall».
En agosto de 1980, Stephen Stills se sumó a las sesiones y grabó con Ringo la canción «You've Got A Nice Way». Apenas un mes después, Ron Wood aceptó la invitación de Ringo y escribió «Dead Giveaway», grabada el 23 de septiembre en los Cherokee Studios de Los Ángeles (California). Entre el 19 y el 25 de noviembre, Ringo se desplazó al estudio de grabación de George Harrison en Friar Park. Mientras rehacía partes de su último trabajo, Somewhere in England, que había sido rechazado por Warner Bros., Harrison presentó a Ringo la canción «Wrack My Brain», que fue grabada con la colaboración de Al Kooper al piano y Ray Cooper en la percusión junto a «You Belong to Me», una canción popularizada por Patti Page, y una primera versión de «All Those Years Ago». Sin embargo, Ringo rechazó «All Those Years Ago» porque no le gustaba la letra, y tras el asesinato de John Lennon en diciembre de 1980, Harrison regrabó la canción con la ayuda de McCartney y Starr a modo de homenaje a Lennon y la publicó como el primer sencillo de Somewhere in England. 
A finales de noviembre, Ringo visitó a John Lennon en Nueva York para que participase en la grabación de Stop and Smell the Roses. Tras su reaparición con la publicación del álbum Double Fantasy, Lennon ofreció a Starr dos demos, «Nobody Told Me» y «Life Begins at 40», y fijaron el 14 de enero de 1981 como fecha para grabar las canciones. No obstante, el evento se vio truncado el 8 de diciembre cuando Lennon fue asesinado por Mark David Chapman a las puertas del edificio Dakota. Devastado por la situación, Ringo no tuvo valor para grabar las canciones de Lennon y las devolvió a su viuda, Yōko Ono. «Nobody Told Me» fue publicada en el álbum póstumo Milk and Honey, mientras que «Life Begins at 40» apareció en el box set John Lennon Anthology en 1998.
A comienzos de diciembre, Ringo se desplazó a los Compass Point Studios de Los Ángeles (California) para grabar con Harry Nilsson dos nuevas canciones, «Drumming Is My Madness» y «Stop and Take the Time to Smell The Roses», así como una nueva versión de «Back Off Boogaloo», que contó con la introducción de la canción «It Don't Come Easy». Con la muerte de Lennon, Ringo detuvo la grabación de Stop and Smell the Roses y retomó su actividad en los Cherokee Studios el 20 de enero para completar el álbum y añadir sobregrabaciones.

## Recepción
Con el título provisional de Can't Fight Lightning, el álbum fue rechazado por Portrait Records. Tras una disputa con CBS, distribuidora de Portrait en el mercado estadounidense, Ringo abandonó el sello y comenzó a negociar con nuevas distribuidoras hasta que firmó con RCA Records, que publicó el álbum con el nombre de Stop and Smell the Roses y con un nuevo diseño de portada.
A pesar de obtener reseñas en la misma línea que sus anteriores trabajos, Stop and Smell the Roses alcanzó el puesto 98 en la lista estadounidense Billboard 200 y se convirtió en el mayor éxito comercial de Ringo desde la publicación en 1974 de Goodnight Vienna. Además, «Wrack My Brain», el primer sencillo promocional del álbum, alcanzó el puesto 38 de la lista Billboard Hot 100, consiguiendo su último gran éxito en los Estados Unidos. A comienzos de 1982, «Private Property» fue publicado como segundo sencillo, pero no entró en ninguna lista de éxitos.
La escasa repercusión comercial y mediática de Ringo iniciada la década de 1980, sumada a crecientes problemas de alcoholismo, llevaron a RCA Records a finiquitar su contrato a mediados de 1982, colocando a Ringo en una situación inestable al no tener ninguna compañía discográfica interesada en ficharlo.

## Reediciones
En 1994, Stop and Smell the Roses fue publicado por primera vez en CD por Capitol Records con cinco temas extra: «Wake Up» y «Red and Black Blues», producidas por Stephen Stills; «Brandy», grabada con Ron Wood; una versión original de «Stop and Take the Time to Smell the Roses»; y «You Can't Fight Lightning», compuesta por Ringo y producida por Paul McCartney. 

## Lista de canciones
| Cara A |                                             |                                |          |  |
| N.º    | Título                                      | Escritor(es)                   | Duración |  |
| 1.     | «Private Property»                          | Paul McCartney                 | 2:44     |  |
| 2.     | «Wrack My Brain»                            | George Harrison                | 2:21     |  |
| 3.     | «Drumming Is My Madness»                    | Harry Nilsson                  | 3:29     |  |
| 4.     | «Attention»                                 | Paul McCartney                 | 3:20     |  |
| 5.     | «Stop and Take the Time to Smell the Roses» | Harry Nilsson, Richard Starkey | 3:08     |  |

| Cara B |                         |                                                 |          |  |
| N.º    | Título                  | Escritor(es)                                    | Duración |  |
| 6.     | «Dead Giveaway»         | Richard Starkey, Ron Wood                       | 4:28     |  |
| 7.     | «You Belong To Me»      | Pee Wee King, Redd Stewart, Chilton Price       | 2:09     |  |
| 8.     | «Sure to Fall»          | Carl Perkins, Quinton Claunch, William Cantrell | 3:42     |  |
| 9.     | «You've Got A Nive Way» | Stephen Stills, Michael Stergis                 | 3:33     |  |
| 10.    | «Back Off Boogaloo»     | Richard Starkey                                 | 3:16     |  |

## Personal
- Ringo Starr: voz, batería y percusión
- Dennis Belfield, Wilton Felder, Harley Thompson: bajo
- Dennis Budimir, Michael Stergis, Stephen Stills, Fred Tackett, Lawrence Juber, Richie Zito: guitarra
- Howie Casey, Jim Gordon, Jerry Jumonville: saxofón
- Sheila Casey, Linda McCartney, Harry Nilsson, Lezlee Livrano Pariser, Keith Richards, Ronnie Wood: coros
- Jim Keltner, Joe Lala: batería y percusión
- Al Cooper, Jane Getz, Mike Finnigan, Greg Mathieson, Joe Sample: piano
- Ray Cooper: guitarra, percusión, piano, sintetizador y coros
- Herbie Flowers: bajo y tuba
- George Harrison: guitarra y coros
- Paul McCartney: bajo, piano y coros
- Bruce Paulson: trombón
- Rick Riccio: flauta y coros
- Lee Thronburg: trompeta
- Tom Wood: bajo, guitarra y saxofón

## Posición en listas
| País           | Lista             | Posición |
| -------------- | ----------------- | -------- |
| Austria        | Ö3 Austria Top 40 | 13       |
| Estados Unidos | Billboard 200     | 98       |

| Sencillo         | País           | Lista             | Posición |
| ---------------- | -------------- | ----------------- | -------- |
| «Wrack My Brain» | Estados Unidos | Billboard Hot 100 | 38       |
| «Wrack My Brain» | Suiza          | Singles Top 100   | 10       |